# Frederick William Faber

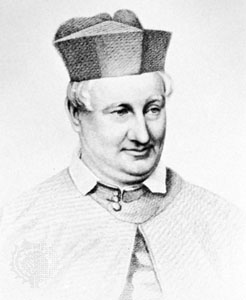
Frederick William Faber

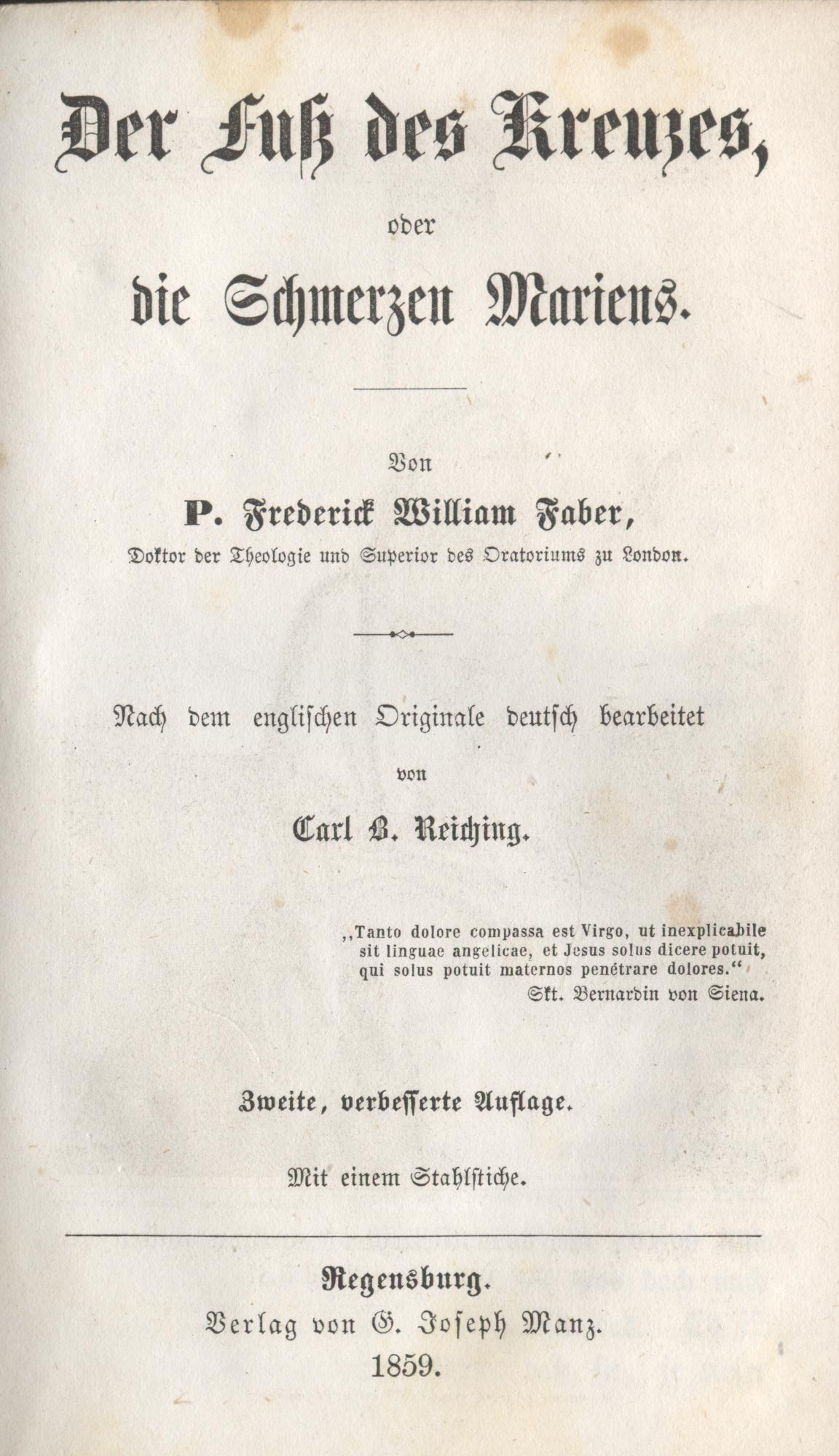
Frederick William Faber, Titelblatt eines seiner ins Deutsche übersetzten Werke, 1859

Frederick William Faber CO (* 28. Juni 1814 in Calverley, Yorkshire, England; † 26. September 1863 in London, England) war ein englischer Konvertit, Oratorianer, Priester und Theologe. Er hinterließ eine große Zahl vor allem theologischer und asketischer Schriften. Er war der Begründer des Londoner Oratoriums und ein Freund des späteren Kardinals John Henry Newman.

## Leben
Frederick William Faber wurde nach seinen Studien am Balliol College der University of Oxford im Jahr 1839 zunächst nach anglikanischem Ritus ordiniert. Als Mitglied der Oxford-Bewegung konvertierte er, wie viele andere, zur katholischen Kirche im November 1845 in Northampton und empfing bereits 1847 die römisch-katholische Priesterweihe. 1849 wurde er von John Henry Newman nach London gesandt, um dort ein Oratorium des hl. Philipp Neri zu gründen. Zu dieser Zeit begann er auch sein reiches schriftstellerisches Werk. Im Advent, in der Fastenzeit und im Monat Mai war er es gewohnt, sehr oft über Gegenstände zu predigen, die mit dem geistlichen Leben zusammenhängen. Diese Ansprachen wurden später niedergeschrieben und als Geistliche Conferenzen (in der deutschen Übersetzung tragen sie den Titel: Frederick William Faber: „Geistliche Reden“) gedruckt. Lange schon kränkelnd, verschlechterte sich sein Gesundheitszustand im Jahr 1863. Seine letzten Predigten hielt er in der Fastenzeit dieses Jahres. Am 26. Juli desselben Jahres starb er. Seine sterblichen Überreste ruhen seit 1952 in der St.-Wilfred-Kapelle der Londoner Oratorianerkirche.

## Nachwirkung
Fabers theologische Bücher waren in der zweiten Hälfte des 19. Jahrhunderts sehr bekannt und geschätzt. Sie wurden bereits zu seinen Lebzeiten in andere Sprachen übersetzt, u. a. ins Deutsche. Im 20. Jahrhundert wurden einige neu aufgelegt. Kardinal Konrad Graf von Preysing übersetzte einige seiner Werke. Weniger bekannt innerhalb des deutschen Sprachraumes sind seine Gedichte, Hymnen und Kirchenlieder. Sein berühmtester Hymnus ist „Faith of our Fathers“ aus dem Jahr 1849.

## Zitate
- „Ihr sehet, daß, während die Zeiten sich sehr stark ändern, die Seelen sich sehr wenig ändern, und Gott gar nicht.“ (aus: Frederick William Faber: „Geistliche Reden“)
- „Die, welche ein Leben der Furcht gelebt haben, werden am wahrscheinlichsten den Tod verzückter Liebe sterben.“ (aus: Frederick William Faber: „Geistliche Reden“)
- „Ein skrupelhafter Mensch plagt Gott, ärgert seinen Nächsten, quält sich selbst und ist seinem Beichtvater zur Last.“ (aus: Frederick William Faber: „Fortschritt der Seele im geistlichen Leben“)
- „Ich möchte nur wissen, ob die alten Heiligen im Himmel wirklich denken, daß unsere angenehme, unanstößige, gemäßigte, zufriedene, polierte und zivilisierte Aszese auch für das Seelenheil ersprießlich sei. Die Leute empören sich, wenn man versucht, ihnen mehr aufzulegen, und erlangen wir tatsächlich viel mehr von uns selbst?“ (aus: Frederick William Faber: „Geistliche Reden“)
- „Die Armen sind Gottes Adler, um die Reichen zu belästigen, zu plagen und auszuziehen. Der allein ist glücklich in seinem Reichtum, welcher sich von diesen Adlern Gottes zerreißen lässt, ohne den geringsten Widerstand. Dies ist es, Reicher! wozu du bestimmt bist. Gott hatte keine andere Absicht mit dir.“ (aus: Frederick William Faber: „Geistliche Reden“)
- „Ärgernis geben ist ein großer Fehler, aber Ärgernis nehmen ist ein größerer Fehler. Es setzt einen größeren Grad von Verkehrtheit in uns voraus, und tut andern größeren Schaden. ... Wir ärgern uns, wo wir ermutigen sollten. Des Mangels an Teilnahme verdächtig sein, heißt soviel als untauglich sein zu einem Apostel. Wer tadelsüchtig ist, dem wird notwendig die Kraft fehlen, andere zu überzeugen.“ (aus: Frederick William Faber: „Geistliche Reden“)
- „Das Leben ist, wie niemand bezweifeln kann, wichtiger als der Tod. ... Der Tod ist nicht eine isolierte Handlung. Zeit und Ewigkeit sind dabei beteiligt. Das Leben ist ohne denselben nicht gesichert, die Ewigkeit wird durch ihn fest bestimmt.“ (aus: Frederick William Faber: „Geistliche Reden“, Kapitel: Vorbereitung auf den Tod)
- „Was unterscheidet die Christen von den anderen Menschen? Offenbar die Gnade des heiligen Glaubens, welche nach dem seligen Schauen im Himmel die größte Gnade ist, welche Gott dem Menschen erteilen kann.“ (aus: Frederick William Faber: „Der Schöpfer und das Geschöpf“)
- „Das Leiden ist die Substanz des natürlichen Lebens des Menschen, und man könnte beinahe sagen, es sei seine natürliche Fähigkeit für das Übernatürliche. Die Freude ist nur ein schwacher Schatten, außer wenn sie mit Leiden abwechselt. Die Macht der Kunst liegt in dem Leidenvollen.“ (aus: Frederick William Faber: „Bethlehem“)
- „Einige haben behauptet, die Freude sei ein seichteres Ding als das Leiden. Dies heißt aber gewiß nicht die rechte Ansicht von der Schöpfung Gottes haben, selbst seit dem Falle des Menschen. Die Freude ist allerdings zu unterst, und das Leiden zu oberst, aber gerade aus diesem Grunde ist die Freude das Tiefste von beiden. Das Herz der geistigen Welt, wo ihre innersten Flammen lodern, ist tiefste Freude.“ (aus: Frederick William Faber: „Bethlehem, Der Himmel schon auf Erden“)
- „Für das Auge des Glaubens kann nichts ehrwürdiger sein, als die Art, wie der Papst Gott repräsentiert. Es ist, als ob der Himmel immer über ihm offen stünde, und das Licht auf ihn herabströmte, und als ob er, wie Stephanus, Iesum zur rechten Hand des Vaters stehen sähe, während die Welt ihre Zähne gegen ihn knirscht mit einem Hasse, dessen teuflische Heftigkeit ihr oft selbst ein Wunder sein muß. Aber für das ungläubige Auge ist das Papstthum ein erbärmlicher und verächtlicher Anblick, der nur Hohn und Entrüstung hervorrufen muß.“ (aus: Frederick William Faber: „Opferwillige Hingebung für den Papst“)

## Werke
- Der Fortschritt der Seele im geistlichen Leben 1857
- Geistliche Reden 1859
- Unterricht im geistlichen Leben, nach P. Ludwig Lallemant SJ 1859
- Sir Lancelot: Eine Legende aus dem Mittelalter 1859
- Das Leben des heiligen Philipp Neri, Apostels von Rom und Stifters der Congregation des Oratoriums 1859
- Opferwillige Hingebung für den Papst 1860
- Bethlehem 1861
- Das kostbare Blut oder der Preis unserer Erlösung 1861
- Ehrfurcht vor der Kirche und treue Anhänglichkeit an dieselbe 1861
- Ueber die Selig- und Heiligsprechung und die Processe der Congregation der Ritus 1862
- Über die katholischen Missionen 1863
- Ueber das Interesse und die unterscheidenden Merkmale der Leben der Heiligen mit Beispielen aus der mystischen Theologie 1863
- Alles für Jesus oder die leichten Wege zur Liebe Gottes 1865
- Der Schöpfer und das Geschöpf, oder die Wunder der göttlichen Liebe, neu übersetzt von F. Milden, Verlag Joseph Manz, Regensburg, 1869
- Der Fuß des Kreuzes oder die Schmerzen Mariens, übersetzt von Carl B. Reiching, Verlag Joseph Manz, Regensburg, 1869
- Frederick William Faber: "Selbsttäuschung – Ein Spiegel der Seele", dt. Übersetzung von Kardinal Konrad Graf von Preysing, Jestetten 1974